# Марцинково (Мронґовський повіт)
Марцинково (пол. Marcinkowo, нім. Mertinsdorf) — село в Польщі, у гміні Мронгово Мронґовського повіту Вармінсько-Мазурського воєводства.
Населення — 927 осіб (2011).

## Демографія
Демографічна структура станом на 31 березня 2011 року:
|          | Загалом | Допрацездатний вік | Працездатний вік | Постпрацездатний вік |
| -------- | ------- | ------------------ | ---------------- | -------------------- |
| Чоловіки | 455     | 101                | 325              | 29                   |
| Жінки    | 472     | 107                | 302              | 63                   |
| Разом    | 927     | 208                | 627              | 92                   |